# Ількульган
Ількульга́н (рос. Илькульган) — село у складі Шарлицького району Оренбурзької області, Росія.

## Населення
Населення — 373 особи (2010; 431 у 2002).
Національний склад (станом на 2002 рік):
- росіяни — 95 %